# Елагина, Екатерина Николаевна
Екатери́на Никола́евна Ела́гина (13 апреля 1926, Москва, РСФСР — 1 апреля 2011, Москва) — советский геолог, первооткрыватель кимберлитовой трубки «Мир».

## Биография
Родилась 13 апреля 1926 года в Москве в старинной дворянской семье.
В сентябре 1941 года уехала на Урал — её двоюродная сестра работала там геологом в Чизменской геологической партии. Екатерина Николаевна начала работать в этой же партии осадчицей.
В декабре 1943 года возвратилась в Москву и поступила в Московский институт иностранных языков. Проучившись полтора года, в 1945 году бросила учёбу и начала работать в алмазных экспедициях.
В 1951 году Екатерину Николаевну пригласили на работу в Амакинскую экспедицию, где она работала вместе с геологом Н. В. Кинд, первой доказавшей алмазоносность реки Вилюй.
13 июня 1955 года открыла кимберлитовую трубку «Мир».
После рождения сына в 1956 году Екатерина Николаевна надолго отошла от работы в геологоразведочных партиях, занималась семьёй. В 1960 году у неё родилась дочь.
В 1961—1968 гг. жила в Якутске, куда её муж, профессор И. И. Тучков, был приглашён на высокую руководящую должность.
Вернувшись в Москву, Екатерина Николаевна некоторое время работала сотрудником Совета рудообразования Академии наук СССР, а затем в Геологическом институте Академии наук СССР.
С возрастом у Екатерины Николаевны сильно ухудшилось зрение, она получила инвалидность с запрещением продолжать работу.
Скончалась 1 апреля 2011 года в Москве.

## Открытие трубки «Мир»
13 июня 1955 года вместе с геологами Юрием Хабардиным и Владимиром Авдеенко на реке Ирелях открыла кимберлитовую трубку «Мир». Накануне этого В. П. Авдеенко, промывая шлихи, нашёл алмаз. На следующий день на месте этой находки Авдеенко, Елагина и Хабардин начали усиленные изыскания.
Екатерина Елагина вспоминала:

…На следующий день перенесли лагерь к месту Володиной находки и стали обшаривать этот участок реки. Вскоре с восторженными воплями начали находить алмазы, прятать их в бумажные пакетики, заносить находки в полевой дневник и прятать их на дно полевой сумки. Когда под плоской плиткой увидали сразу два крупных кристалла, втроем издали рев, подобный тому, какой исходит от переполненного стадиона при удачно заброшенной шайбе!
Полных девять часов ворошили мы щебенку — лежа на животах, искали алмазы, сидя, их упаковывали, приветствовали находки криком.
За все годы поисков такого количества алмазов видеть не приходилось, как за этот необычайно удачливый день. Солнце спускалось за макушки деревьев, а уходить отсюда не хотелось.
В Нюрбу была отправлена радиограмма об открытии, ставшая впоследствии знаменитой:

Закурили трубку мира зпт табак хороший тчк Авдеенко зпт Елагина зпт Хабардин тчк

## Публикации
Книги
- Елагина Е. Н. Алмазные экспедиции. Книга первая. — М.: ООО «Издательский дом «Полярный круг», 2003. — 463 с.
- Елагина Е. Н. Алмазные экспедиции. Книга вторая. — М.: ООО «Издательский дом «Полярный круг», 2003. — 384 с. — ISBN 5-901604-03-3.

Статьи
- Елагина Е. Н. Воспоминания // Алмазная книга России. Книга 2: Алмазными тропами / сост. В. В. Рудаков, В. В. Пискунов. — М.: Горная книга, 2015. — С. 315—330. — 664 с. — ISBN 978-5-98672-405-8.
- Елагина Е. Н. Три дня на Иреляхе // Химия и жизнь. — 1987. — № 1. — С. 58—61.

## Награды
- [когда?] — Первооткрыватель месторождения
- За хорошие производственные показатели и честное отношение к труду награждена Почётной грамотой Министерства геологии и охраны недр СССР.
- Присвоено звание «Почётный гражданин Мирнинского района» (1995)[1].
- За заслуги перед государством, большой вклад в развитие минерально-сырьевой базы и многолетний добросовестный труд награждена Орденом Почёта (2001)[2].
- 2006 — Специальная премия «На благо России» (В рамках «Большой литературной премии»)[3]. — за книгу воспоминаний «Алмазные экспедиции»
- Отмечена знаком «За заслуги перед городом Мирным» (2007)[4].

## Память
- В честь первооткрывателя трубки «Мир» Екатерины Николаевны Елагиной алмазу весом 78,07 карата, добытому 21 ноября 1995 года на фабрике № 12 из кимберлитов трубки «Удачная», присвоено имя «Екатерина Елагина»[5].
- Именем Е. Н. Елагиной названа улица в городе Мирный[6].